# El Torico-ház
Az El Torico-ház (spanyol nevén: Casa El Torico) a spanyolországi Teruel belvárosának egyik jellegzetes modern stílusú műemléke.

## Története
Az épületet Pablo Monguió tervei alapján építették fel 1912-ben a López család számára. A földszinten eredetileg az El Torico nevű üzlet működött, ahol textilárukkal kereskedtek: innen származik az egész épület ma is használt neve. Az üzlet fölött korábban lakások helyezkedtek el, de az 1980-as években a Caja Rural Provincial irodái költöztek be a helyükre. Ekkor, hogy a belső terek megfeleljenek új céljuknak, az épület jelentős átalakításon esett át, igaz, külső homlokzatai és két öntöttvas oszlop a földszinten megmaradt eredeti formájában.

## Leírás
Az El Torico-ház Teruel belvárosában, a Carlos Castel tér délkeleti részén áll, a Hartzembusch utca végénél. Leglátványosabb homlokzata a tér felé néz: ennek fő jellemzője a szimmetria, amely azonban az utca felőli részen sérül azzal, hogy ott egy kisebb torony emelkedik. Földszintjén olyan oszlopok láthatók, amelyek a tér többi épületén is megfigyelhetőek, azonban a feljebbi három emelet igen egyedi, modern stílusú. Az első emelet homlokzatát egy nyílt erkélyfolyosó jellemzi, amelyet hét egyforma, lábazatánál és fejezeténél virágos díszítéssel ellátott oszlop szegélyez, tetején pedig egy igen lapos, elnyújtott ív zár. A következő szint hosszú erkélyére három ablak néz: ezeknek felső záródása különös, kacskarinós vonalú. Efölött újabb három ablak látható, de ezeknek már külön-külön önálló erkélye van. A középső ablak lekerekített sarkú téglalapot formáz, míg a másik kettő kerek, de több részből áll: ezeket az ablakrészeket is kicsi, díszített oszlopok választják el egymástól. Ezek fölött egy kis téglás rész, majd egy fából készült, gyámkövekkel alátámszatott díszes eresz következik, amelynek közepét egy szintén oszlopokkal szegélyezett oromzati elem szakítja meg. Ennek közepén az „Año 1912” felirat tanúskodik az építés évéről.
Az eresz szintjén, az utcasarkon egy kör alakú erkély található, amelynek közepén egy kis torony látható. Ez a torony téglából készült oszlopokból áll, amelyek egy színes kerámiával borított kupolácskát tartanak. Az utca felőli homlokzat egyszerűbb díszítésű, nyílászárói szögletesek. Az épület falinak fő színe a halványlilás-kékes árnyalat.
A sokhelyütt, főként az erkélyek szélén megjelenő vasrácsozatokat Matías Abad készítette. Díszítésük szintről szintre felfelé haladva egyre összetettebbé válik. Míg az első emeleten egyszerű ferde négyzetrács jelenik meg, a metszéspontok egy részében kis rózsákkal, addig egy szinttel feljebb már csavart rudak és a tetejüket záró enyhén hullámos vonal a jellegzetességek, a fölső ablakok erkélyein, és még inkább a torony körerkélyén pedig már bonyolult mintázatok figyelhetők meg.

## Képek

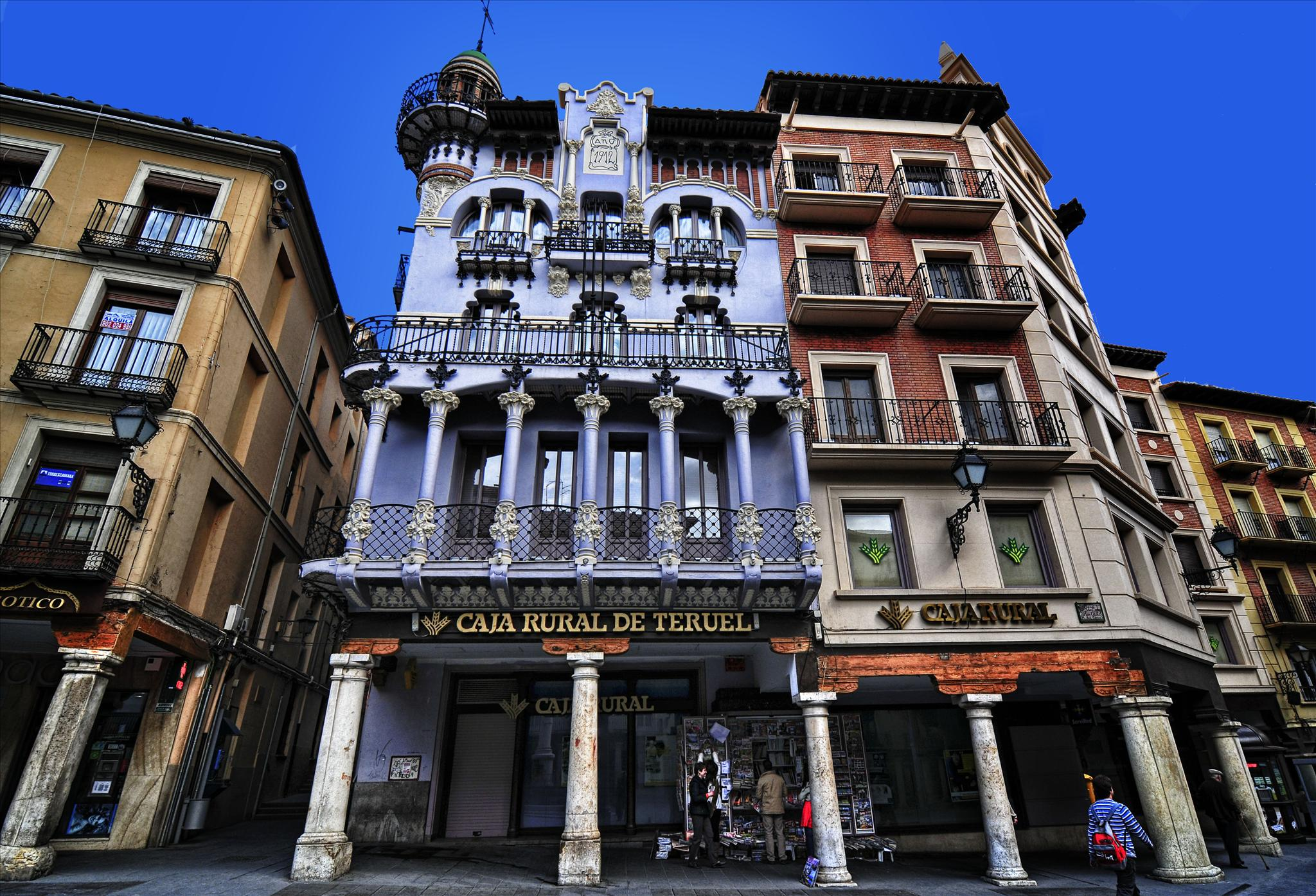
Szomszéd épületeivel
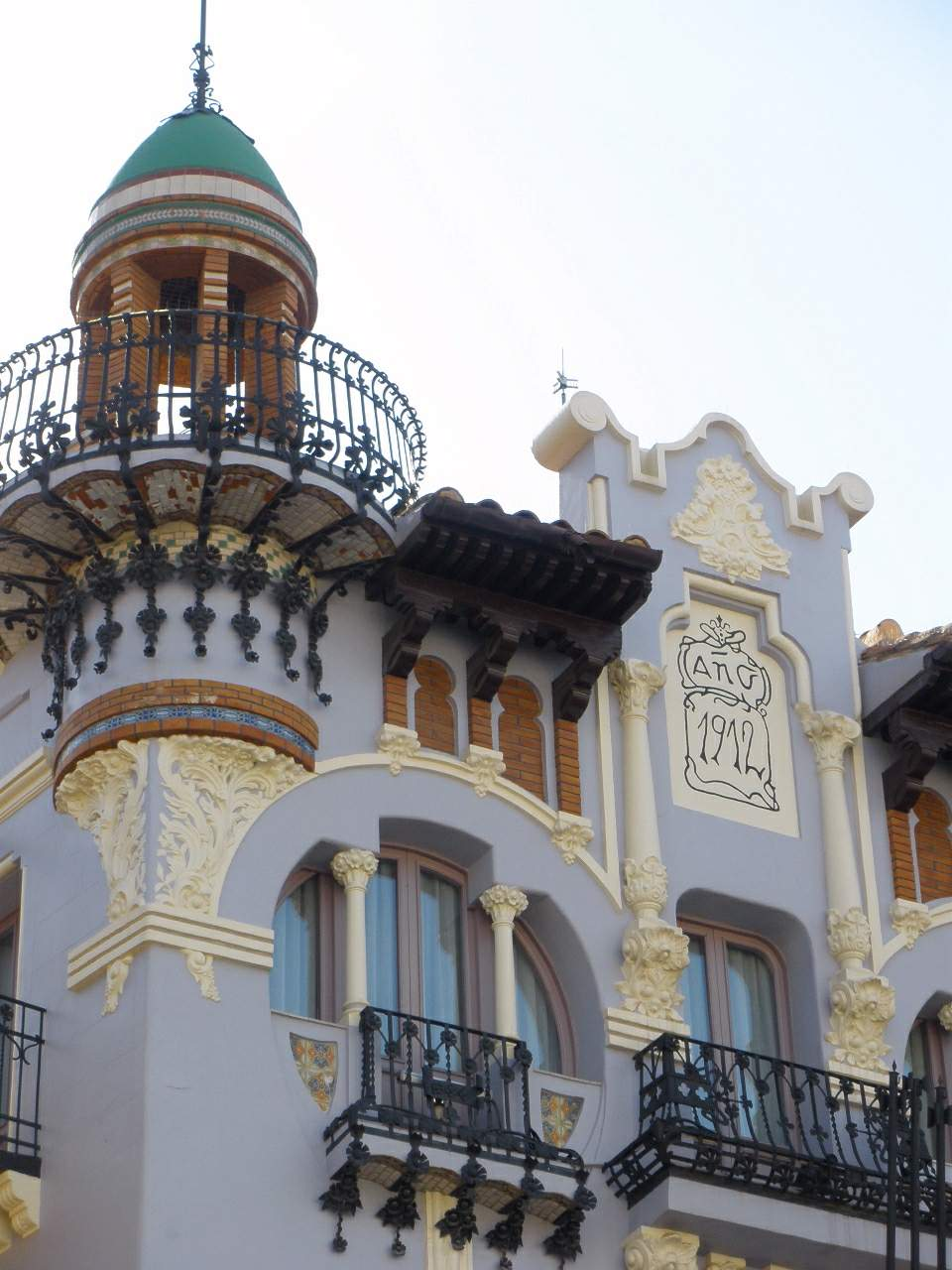
Részlet
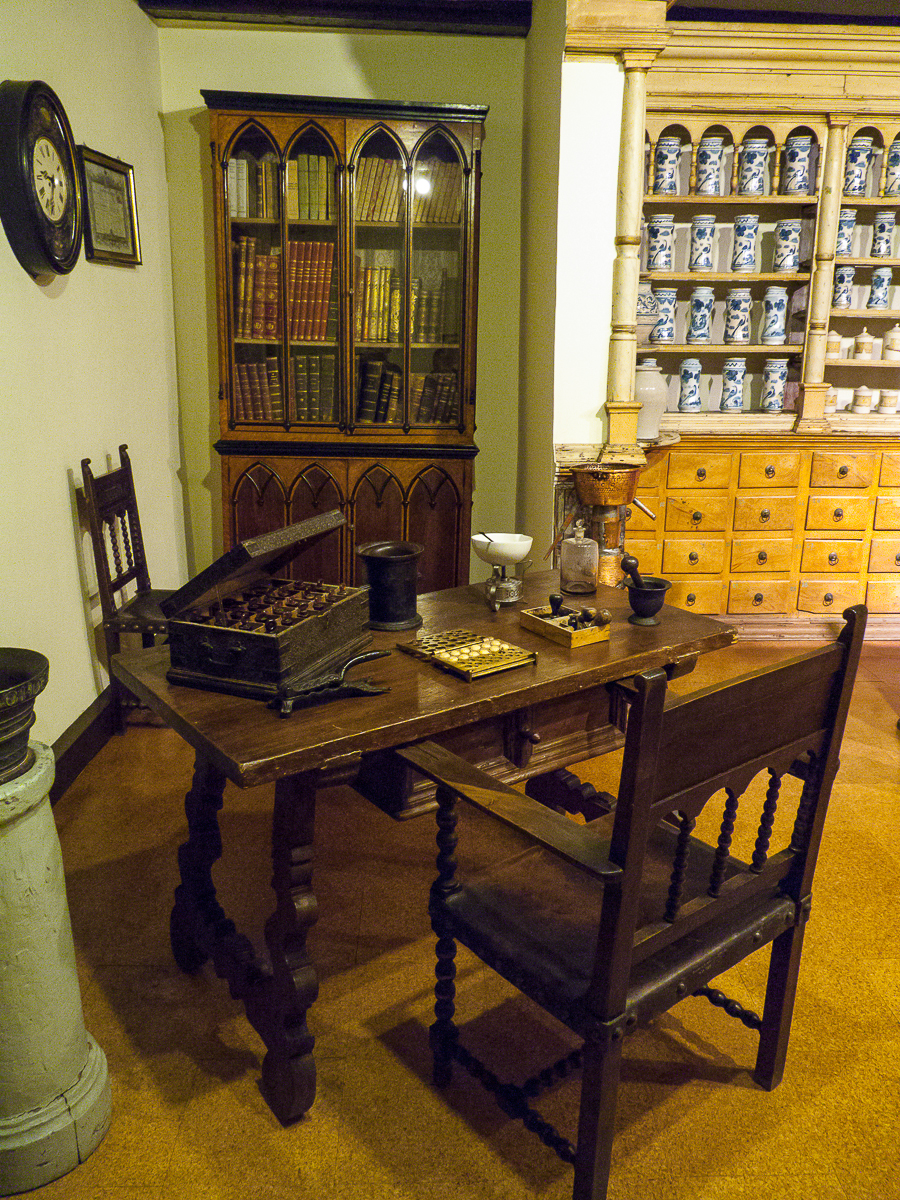
Belső kép
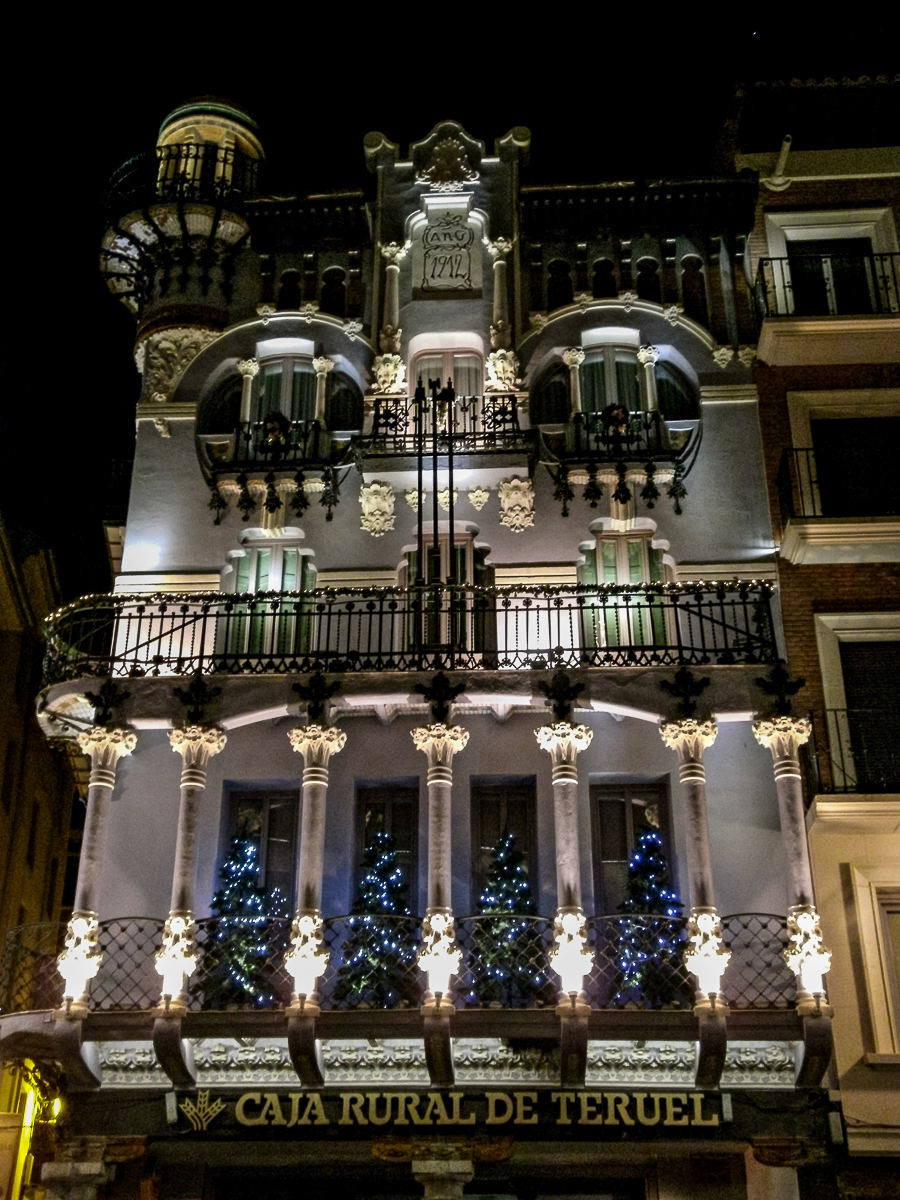
Éjjel, kivilágítva